# Germania in autunno
Germania in autunno (Deutschland im Herbst) è un film collettivo, prodotto in Germania nel 1978 per iniziativa della Filmverlag der Autoren (cooperativa di autori tedeschi sorta nel 1971).
Il film nacque dall'iniziativa di Theo Hinz, uno dei direttori della Cooperativa, in seguito al rifiuto degli organismi statali di finanziare un film sul terrorismo diretto da Reinhard Hauff. Un gruppo di autori aderenti alla Cooperativa decise così di realizzare una serie di episodi per raccontare il clima della Germania Ovest nel momento in cui il terrorismo colpiva in modo più drammatico. Gli episodi descrivono l'atmosfera del periodo secondo diverse prospettive, in forma documentaristica, tramite interviste o scavando nel privato degli stessi autori (in particolare l'episodio diretto da Fassbinder).
Dopo l'uscita del film, Germania in autunno (in tedesco: Deutscher Herbst) divenne un'espressione comune per indicare il periodo attraversato dalla Germania alla fine del 1977, segnato da eventi come l'omicidio del banchiere Jürgen Ponto, il rapimento e l'uccisione dell'industriale Hanns-Martin Schleyer, il dirottamento di un aereo Lufthansa da parte di un gruppo di militanti del Fronte Popolare per la Liberazione della Palestina e il misterioso suicidio nel carcere di Stammheim di tre esponenti della Rote Armee Fraktion.
L'iniziativa intendeva esprimere la preoccupazione nella Germania dell'Ovest per le restrizioni degli spazi di libertà e di confronto culturale, conseguenti all'emergenza terrorismo e alle legislazioni speciali.
Il libro Italia in autunno di Nicola Barilli prende il titolo da questo film.

## Struttura del film
Il film è organizzato in segmenti o frammenti di varia natura: resoconti documentaristici, escursioni storiche, situazioni di finzione.
- Prologo - (3 min e 30 s ca). Regia di Volker Schlöndorff e Alexander Kluge. Lettera di Hanns-Martin Schleyer al figlio Eberhard dell'8 ottobre 1977, su alcune immagini dei funerali dell'industriale.
- I - (25 min ca). Regia di Rainer Werner Fassbinder. È la più lunga delle sezioni in cui si articola il film e l'irrequieto regista l'aveva terminata prima ancora che il quadro generale del film fosse stato delineato. Il regista interpreta se stesso e narra gli avvenimenti esterni attraverso la loro influenza sulla sua relazione col compagno di vita Armin Meier (che si sarebbe tolto la vita l'estate successiva): le tensioni, gli scoppi d'ira, il prorompere incontrollato delle emozioni. A detta di Schlöndorff, l'approccio di Fassbinder, la scelta di descrivere il "politico" attraverso il "privato", influenzò significativamente i contributi successivi degli altri registi.[4] L'episodio è interrotto da spezzoni di dialogo del regista con la madre, "testimone di un passato" che il regista vede incombere nuovamente sulla Germania.
- II - (5 min ca). Regia di Alexander Kluge. La professoressa Gabi Teichert entra in conflitto con le autorità scolastiche per il suo modo di intendere e insegnare la storia tedesca. Breve escursione su alcuni suicidi imposti dalla ragion di stato (Rodolfo d'Asburgo-Lorena e Erwin Rommel).
- III - (10 min ca). Regia di Volker Schlöndorff e Alexander Kluge. All'esterno della chiesa in cui si stanno celebrando i funerali di Stato di Hanns-Martin Schleyer viene arrestato un turco con un fucile. Subito fermato, afferma di aver voluto portare a casa un piccione per cena. Nella sala grande del Museo dell'automobile della Daimler-Benz, di cui Schleyer era stato membro del consiglio di amministrazione, impiegati e delegati da tutto il mondo assistono al rito funebre. Nei reparti di produzione (in alcuni i Gastarbeiter rappresentano il 90% della forza lavoro) le catene di montaggio si fermano per tre minuti. Discorsi ufficiali e ricevimento conclusivo.
- IV - V - (11 min ca). Regia di Alf Brustellin e Bernhard Sinkel. Franziska Busch soccorre e cura una donna aggredita all'esterno dello Stadio Olimpico di Monaco. Assiste poi ai provini televisivi di un'intervista in carcere a Horst Mahler, uno dei fondatori della Rote Armee Fraktion, condannato a 12 anni e la cui liberazione era stata chiesta in cambio del rilascio di Peter Lorenz, candidato a sindaco di Berlino ovest per la CDU, e sequestrato tre giorni prima delle elezioni, il 27 febbraio 1975, dal Movimento 2 Giugno. Nell'intervista, Mahler cerca di individuare il percorso che, dal crollo delle illusioni del sessantotto tedesco, ha portato alla scelta terroristica di alcune frange di quel movimento, e le ragioni del consistente consenso di cui godono.
- VI - (5 min ca). Regia di Katja Rupé e Hans Peter Cloos. Giovane pianista soccorre uno sconosciuto insanguinato presentatosi alla sua porta. Piccolo thriller, incentrato sul clima di paura, angoscia, sospetto, in Germania, negli anni di piombo.
- VII - VIII - (5 min ca). Regia di Alf Brustellin e Bernhard Sinkel. I due registi continuano a seguire Franziska Busch. Prima insieme a una troupe televisiva che riprende il cantautore tedesco Wolf Biermann che recita una poesia sul suicidio collettivo di Andreas Baader, Gudrun Ensslin e Irmgard Möller. Poi nel gruppo politico in cui milita impegnato nella produzione di un film che si ispira al cinema rivoluzionario degli anni venti.
- IX o Grenzstation (Posto di frontiera) - (5 min. ca). Regia di Edgar Reitz. Una coppia di innamorati è costretta a subire le farneticazioni e le arroganti insinuazioni di una guardia di frontiera, al confine con la Francia (dove è stato trovato il cadavere dell'industriale sequestrato).
- X - (3 min ca). Regia di Alexander Kluge. Anche in questa sezione, con l'insegnante di storia Gabi Teichert che rivisita l'immediato primo dopoguerra in Germania, tra il movimento spartachista e la sua feroce repressione, Alexander Kluge, uno dei motori dell'iniziativa collettiva, procede con metodo brechtiano: l'interruzione della fiction, "...la pausa di riflessione ottenuta con cartelli o didascalie, il commento fuori campo, lo scontro-incontro di materiali eterogenei... gli inserti documentari, la musica montata in modo straniante..."[5].
- XI - (4 min ca). Regia di Maximiliane Mainka e Peter Schubert. Manovre d'autunno della Bundeswehr. Un comandante di divisione rimprovera i subordinati per l'assenza delle retine mimetiche sui caschi di alcuni reparti.
- XII - (1 min ca). Regia di Volker Schlöndorff e Alexander Kluge. Inquadrature del cimitero di Stoccarda accompagnano la lettura di una lettera di Schleyer dalla prigionia (venerdì-sabato, 9-10 settembre): "...se intendono rifiutare lo facciano subito, anche se l'uomo, come in guerra, vorrebbe sopravvivere. Non è mai dolce e piacevole morire per la patria".
- XIII - (2 min 15 s ca). Regia di Alexander Kluge. Intervento dello scrittore Max Frisch al Congresso della SPD, nell'autunno 1977. "...La polizia, per quanto forte, specializzata ed informata dalla gente...non riuscirà a bandire dal mondo la rassegnazione. Oltre all'invito ad uno spensierato consumismo come condizione di crescita economica, che cosa trovano i giovani, quali scopi nella vita...La democrazia, mettiamo il caso che non la si voglia solamente salvare, ma bensì che la si voglia costruire...sarebbe un obiettivo al di sopra degli interessi privati del singolo consumatore."
- XIV - (15 min ca). Regia di Volker Schlöndorff. Il comitato di redazione di una rete televisiva valuta l'opportunità di trasmettere una riduzione dell'Antigone di Sofocle, nel momento in cui nel paese infuriano le polemiche sui funerali dei tre suicidi della RAF. Nonostante il considerevole investimento economico, si decide di rinviare la trasmissione a data indeterminata.
- XV - (20 min ca). Regia di Volker Schlöndorff e Alexander Kluge. Interviste a Manfred Rommel (figlio di Erwin Rommel) che nella qualità di sindaco di Stoccarda prese le decisioni relative ai funerali, ad un ristoratore che accettò di ospitare il banchetto funebre e alla sorella di Gudrun Ensslin. Riprese dei funerali dei tre suicidi di Stammheim, avvenuti il 27 ottobre 1977, in un clima di tensione, con alcuni arresti.

## Il terrorismo tedesco nel cinema
La stagione del terrorismo in Germania fu oggetto, negli anni immediatamente a ridosso dei fatti, di altre opere cinematografiche quali La terza generazione (1979) di Rainer Werner Fassbinder, Il coltello in testa (1978) di Reinhard Hauff e Anni di piombo (1981) di Margarethe von Trotta.

## Critica
"Realizzato a ridosso della cronaca e già pronto nel febbraio 1978, mescola spettacolo e ideologia, analisi critica e indignazione civile, finzione e documentario. I racconti simbolici o metaforici si alternano con le testimonianze di taglio documentario. Per i temi che affronta - terrorismo, involuzione dello stato di diritto, crisi della sinistra, comportamento dell'opinione pubblica - riguarda anche gli italiani." (Morando Morandini)